# Anthony Ravard
Anthony Ravard (Nantes, 28 settembre 1983) è un dirigente sportivo ed ex ciclista su strada francese, professionista dal 2005 al 2013.
Tra il 2008 e il 2011 si è aggiudicato tre edizioni della Châteauroux Classic de l'Indre; ha anche vinto la Parigi-Bourges 2010 e, nel 2011, l'Étoile de Bessèges a tappe con 7 secondi di vantaggio su Marco Marcato e Johnny Hoogerland. Si è ritirato dall'attività al termine della stagione 2013. Dal 2018 è direttore sportivo del team CIC U Nantes Atlantique (già U.C. Nantes Atlantique).

## Palmarès
- 2004 (Vendée U)

Classifica generale Tour du Haut-Anjou
Bordeaux-Saintes
- 2005 (Bouygues Télécom, una vittoria)

1ª tappa Circuit de la Sarthe (Saint-Hilaire-de-Riez > Varades)
- 2008 (Agritubel, cinque vittorie)

2ª tappa Tour de Normandie (Mondeville > Forges-les-Eaux)
3ª tappa Tour de Normandie (Forges-les-Eaux > Grand-Couronne)
4ª tappa Tour de Normandie (Grand-Couronne > Elbeuf)
1ª tappa Circuit de la Sarthe (Aizenay > Ligné)
Châteauroux Classic de l'Indre
- 2009 (Agritubel, una vittoria)

1ª tappa Tour du Poitou-Charentes (Châtelaillon-Plage > Aigre)
- 2010 (AG2R La Mondiale, cinque vittorie)

2ª tappa Circuit de la Sarthe (Varades > Angers)
4ª tappa Circuit de la Sarthe (Abbaye de l'Épau > Sillé-le-Guillaume)
1ª tappa Tour du Poitou-Charentes (Saint-Georges-de-Didonne > Niort)
Classifica generale Tour du Poitou-Charentes
Châteauroux Classic de l'Indre
Parigi-Bourges
- 2011 (AG2R La Mondiale, tre vittorie)

Classifica generale Étoile de Bessèges
Châteauroux Classic de l'Indre
3ª tappa Tour du Poitou-Charentes (Bressuire > Châtellerault)

### Altri successi
- 2008 (Agritubel)

Classifica a punti Tour de Normandie
- 2011 (AG2R La Mondiale)

Classifica a punti Étoile de Bessèges

## Piazzamenti

### Grandi Giri
- Giro d'Italia

2010: ritirato (13ª tappa)

### Classiche monumento
- Milano-Sanremo

2011: 155º
- Giro delle Fiandre

2010: ritirato
2011: ritirato
- Parigi-Roubaix

2007: ritirato
2010: 56º
2011: ritirato

### Competizioni mondiali
- Campionati del mondo

Copenaghen 2011 - In linea Elite: 13º